# Casco de motocicleta

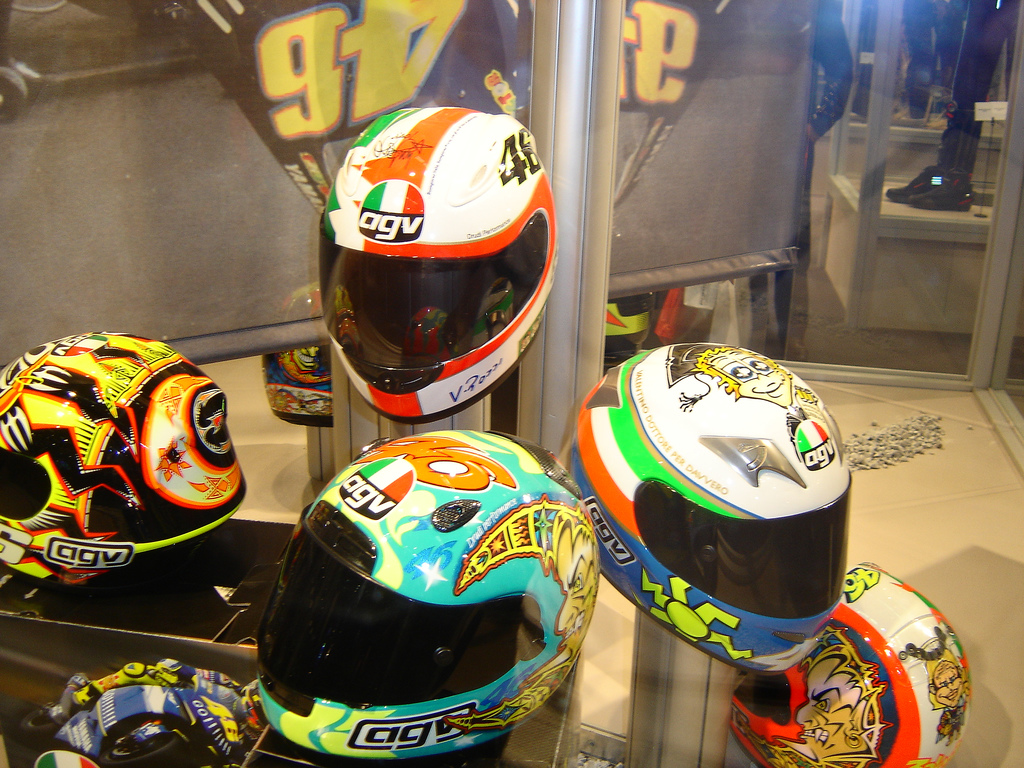
Colección de cascos de motocicleta usados por el expiloto Valentino Rossi.

Un casco de motocicleta es una prenda protectora cuya función es ofrecer seguridad en la zona craneal en caso de accidente o caída de moto y evitar con ello lesiones graves, irreversibles o incluso la muerte. Los cascos deben ser acolchados en su interior para absorber el impacto y repartir el daño que la caída pueda generar.Eric Gardner propuso en 1914 crear el casco de motocicleta para resolver las lesiones craneales de muchos de sus pacientes cuando usaban el vehículo de dos ruedas, ya que, hasta entonces el casco no se usaba en el ámbito del motor y el número de accidentados cada vez era mayor.

## Historia
El casco de motocicleta fue creado por un físico británico llamado Eric Gardner en 1914, éste propuso, a raíz de recibir pacientes con lesiones que tuvieron lugar mientras conducían una motocicleta, la creación de un casco para cubrir la cabeza y evitar este tipo de daños físicos en los pilotos de motociclismo.
A partir de ese mismo año se hizo obligatorio el uso de casco en los pilotos del TT de la Isla de Man, los cascos que utilizaron eran de cuero o de piel. Si bien, el uso del casco fuera de las carreras no se hizo obligatorio hasta 1941, momento en el que se obligó a los conductores de moto del Ejército Británico a hacer uso del casco. Esta obligatoriedad se determinó a raíz de la muerte del militar T.E. Lawrence, quien murió en un accidente de motocicleta. Años más tarde, en 1953, Charles F. Lombard, investigador de la Fuerza Aérea Norteamericana patentó el primer casco con estructura moderna. El casco de Lombard estaba acolchado en su interior y en el exterior estaba compuesto por una calota rígida.
Sería en 1957 cuando se fundó la organización Snell, la cual marca desde entonces hasta ahora los estándares de seguridad de los moteros. Si bien, el primer ejemplo de homologación tuvo lugar con el anuncio por parte de American National Safety Standard of Motorcycle Helmets. En Reino Unido no se hizo obligatorio su uso hasta 1973 a pesar de que Gardner lo consideró oportuno desde su creación. 
Con el paso del tiempo, la seguridad craneal de los moteros fue mejorando, siendo las carreras profesionales su laboratorio particular, la mejor prueba de ello tuvo lugar en 1976 cuando Giacomo Agostini de la mano de AGV utilizó en una prueba oficial un casco de moto integral semejante a los actuales. Shoei en los años 80 decidió fabricar el primer casco multifibra, el modelo GRV que llevarían campeones del mundo como Wayne Gardner.
En la actualidad los cascos ofrecen una gran seguridad y existe varias homologaciones que cada casco debe pasar y que son necesarias para asegurar que el casco es realmente válido para su utilización.

## Tipos de casco

### Según el tipo de material
- Cascos inyectados: materiales como el policarbonato se inyectan en un molde a alta presión y posteriormente el casco es barnizado para evitar la recepción de rayos ultravioleta y con ello alargar la vida de la prenda protectora.[7]
- Casco de fibra: son fabricados a mano, lo que supone un coste más elevado con respecto al anterior, pero es mucho más ligero y pueden ser hechos a la medida del cliente. Está hecho de materiales como la fibra de vidrio, carbono, etc.[7]
- Casco de fibra de carbono: contiene el precio más elevado de los tres tipos, y además el carbono es un material que no resiste de forma tan sostenible el impacto en caso de caída.[7]
- Casco Schuberth: es utilizado de forma destacada en la Fórmula 1, es el que mayor resistencia mecánica presenta. Están compuestos de varias láminas de fibra de carbono combinadas con otros materiales como el aluminio y el titanio, entre otros.[7]
- Casco con revestimiento interior de espuma: la espuma es muy importante ya que se encarga de absorber la energía del impacto.[7]

### Según su forma
- Casco Jet: es un casco que no cubre la zona de la mandíbula por lo cual no es un casco del todo recomendable al desproteger la zona frontal del rostro.[7][8]
- Casco Abatible: se utiliza con frecuencia entre los motoristas de calle, es un casco cerrado y pesado de llevar. Destaca por mantener un diseño similar al integral, si bien este casco se abre de tal forma que deja libre de protección la zona mandibular.[7]
- Casco clásico: es un casco que no presenta visera y no protege ni nuca, ni rostro. Fue uno de los primeros diseños y actualmente es el más inseguro.[7]
- Casco Trial: se utiliza para competiciones en zona de montaña.[7]
- Casco integral: es el casco con mayor grado de seguridad, se encuentran completamente cerrados y están compuestos de diferentes fibras.[7][8]

## Galería de fotos de cascos de moto

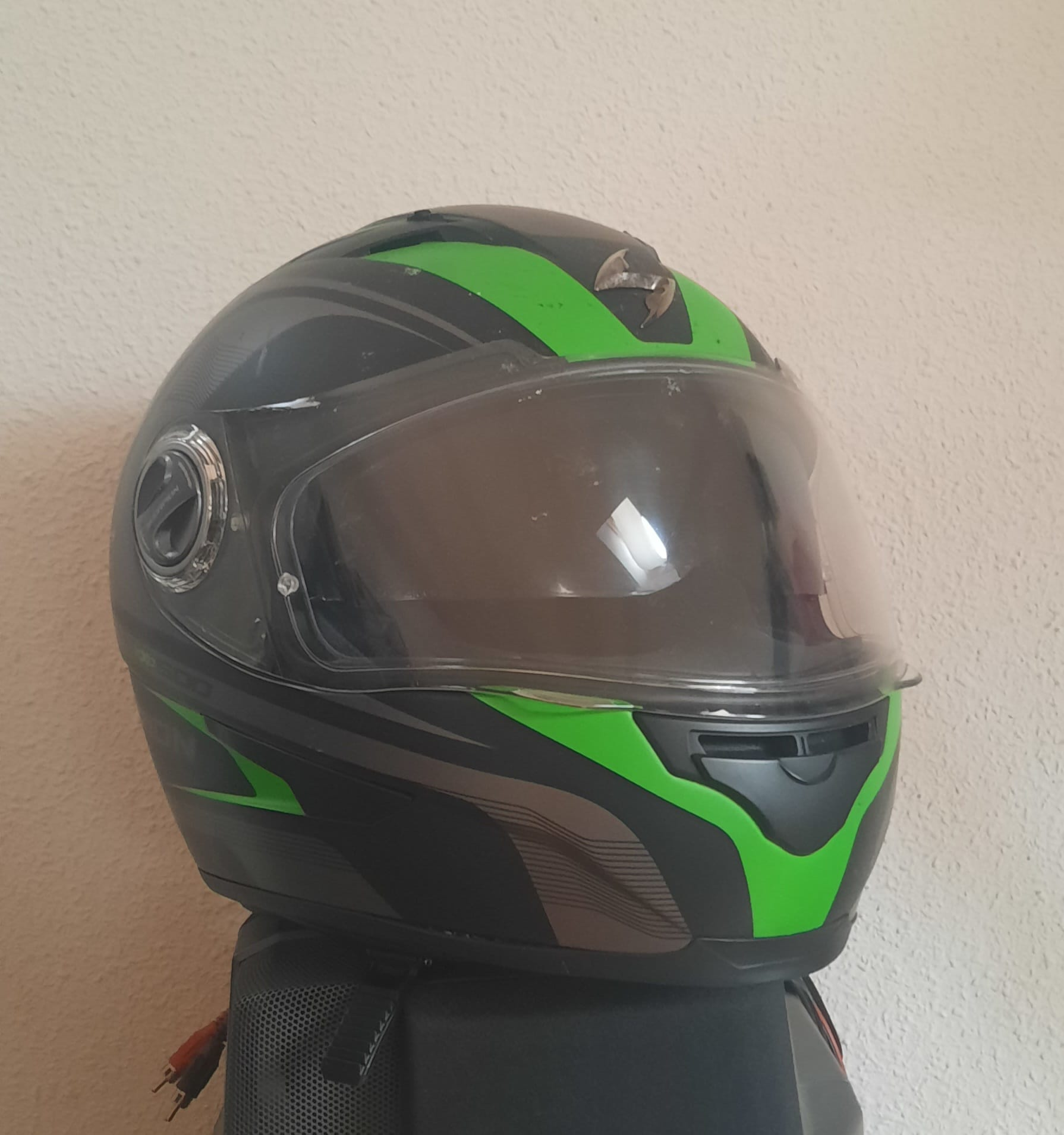
Casco de moto integral negro con detalles verdes
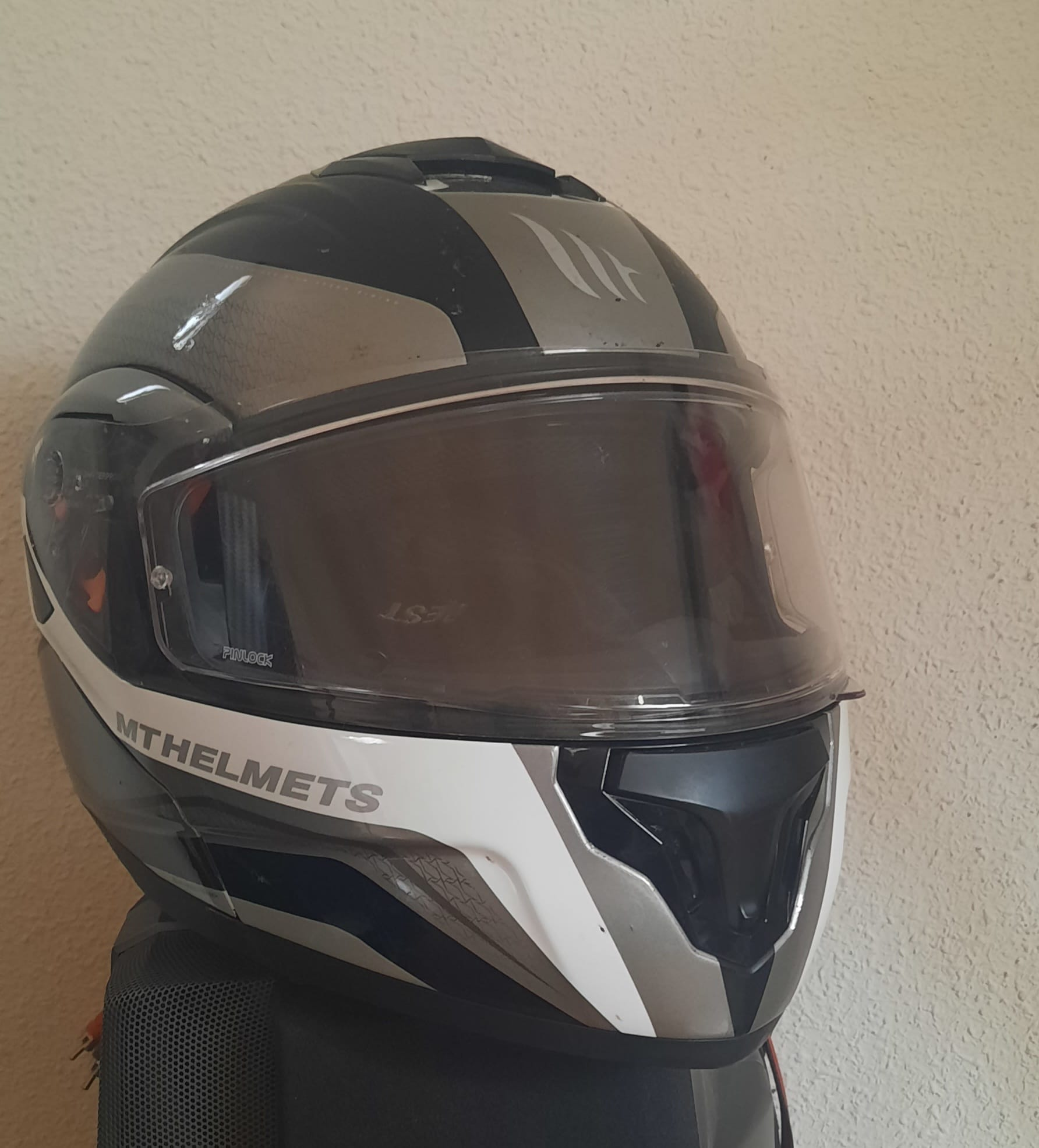
Casco de moto abatible, gris y negro
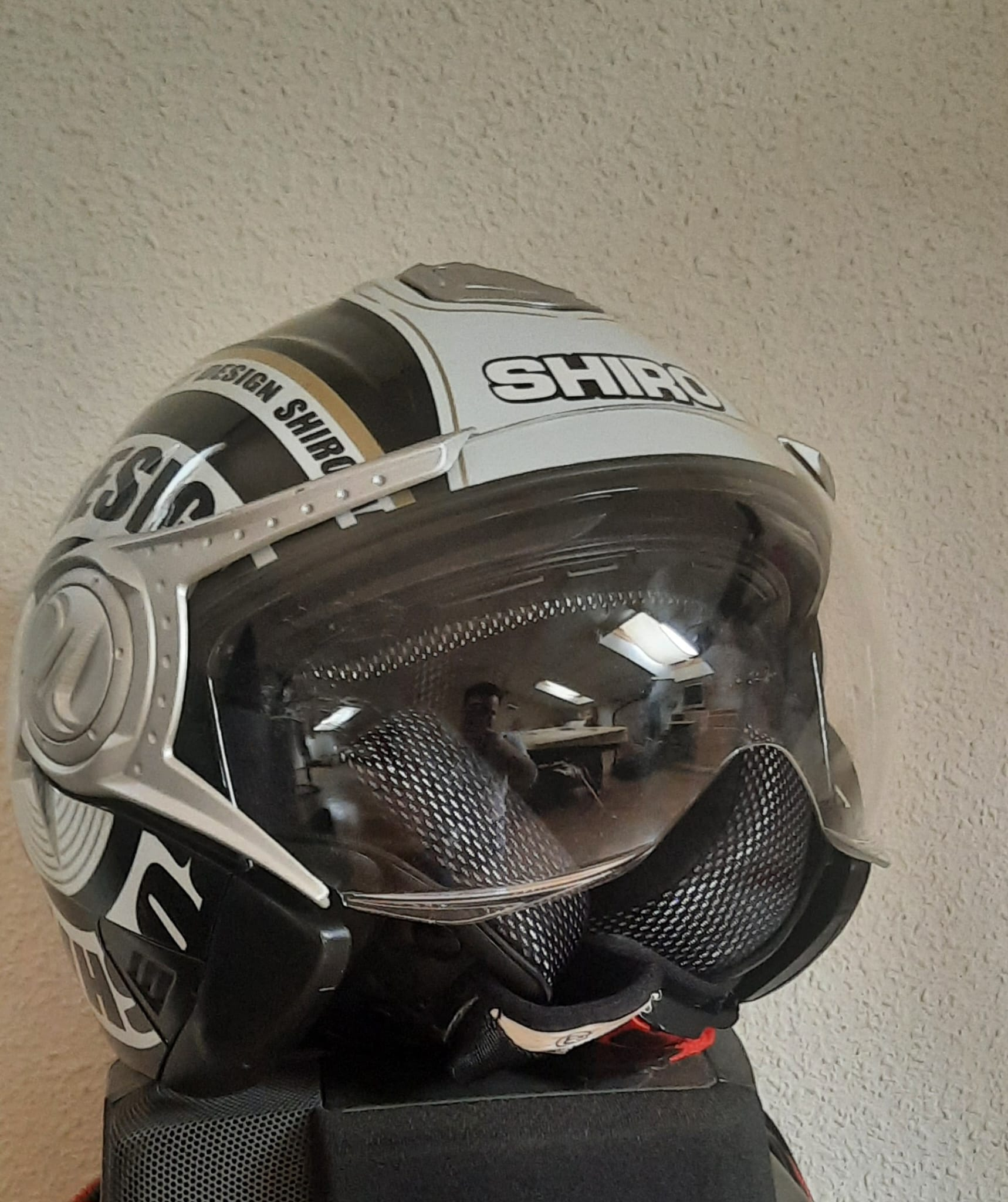
Casco Jet de moto de color blanco y negro

| Jet      | No                             |
| Integral | Sí                             |
| -------- | ------------------------------ |
| Abatible | Sí                             |
| Clásico  | No                             |
| Trial    | Si es Jet no, si es modular sí |

## Marcas de cascos
Hay muchas marcas en el mundo del motociclismo, pero en este apartado vamos a exponer algunas de las más destacadas en cuanto a calidad, comodidad, protección, peso, etc. 
1. Caberg. La empresa italiana Caberg fue fundada en Bérgamo en 1974 y sus primeros modelos fueron un casco integral y un casco jet. Actualmente no ofrecen los mejores cascos del mercado, pero sí que son una de las mejores compañías en relación con calidad/precio.[12][11]
2. MT. Es una de las marcas con más éxito en España. A nivel mundial es una de las empresas más célebres en el ámbito de los cascos de motocicleta. Además, cuenta con el certificado de protección más prestigioso. [11][13]
3. AGV. Gino Amisano fundó esta empresa en 1946 y nació como una empresa de servicio de cascos para pilotos profesionales, de ahí que grandes campeones del mundo como Giacomo Agostini o Valentino Rossi hayan lucido los mejores modelos de esta marca. [11][14]
4. Bell. Nació en 1950 de la mano de Roy Richter. Lo más destacable de esta compañía es su capacidad para fabricar cascos ligeros y cuentan con tecnología de visera antivaho. Cuentan con la aprobación de la prueba Sharp con una valoración de 5/5. [11][15]
5. HJC. Fue una compañía fundada en 1971, esa una empresa cuyos cascos destacan por la relación calidad/precio. Es una de las pocas marcas que cuentan con su propio laboratorio de pruebas de túnel de viento para comprobar aspectos del casco tales como la aerodinámica, el ruido o la ventilación. [11][16]
6. Shoei. La marca de cascos fue fundada en 1959, desde sus inicios ha buscado ser la compañía líder de cascos con el fin de ofrecer seguridad, función e innovación a todos los motoristas del mundo. Ya desde la década de los 60 dominó el mercado estadounidense, y más tarde se extendió a Europa. Fue el primer casco en incorporar fibra de carbono y espacios para la ventilación, la resistencia, etc. Es uno de los cascos mejor valorados a nivel mundial. [11][17]
7. Arai. Fue creada en 1926 por Hirotake Arai. Inicialmente fue una empresa dedicada a la fabricación de sombreros, pero su dueño era un amante de las motos y decidió potenciar este mercado. La familia Arai comenzó a poner como objetivo la venta de sus cascos en Estados Unidos, al considerarlo como un mercado clave que atender. Esta marca destaca por ofrecer cascos de gran seguridad y junto a Shoei ocupa una posición elevada en el sector de los cascos. [11][18]
8. Shark. Es una empresa francesa especializada en la fabricación de cascos desde 1989. Centran la fabricación de sus cascos en torno al diseño y la innovación tecnológica. Actualmente, grandes pilotos como Johann Zarco hacen uso de esta marca de cascos. [11][19]
9. Nolan. Fue fundada en 1972 por Lander Nocchi, quien desde sus inicios quiso que la marca gozara de gran prestigio por la calidad de sus diseños. La empresa Nolan es una matriz de grandes marcas de cascos como la propia Nolan, X-Lite o Grex. La marca Nolan suele utilizar para sus cascos materiales como la fibra de carbono y el policarbonato. [11][20]
10. X - Lite. Pertenece a la empresa Nolan. A diferencia de su empresa matriz, emplea tejidos híbridos multiaxiales en lugar de carcasas de carbonato, se centra más en la seguridad y la comodidad de los cascos que en el diseño del mismo. [11]